# Кобасью, Чак
Чак Ко́басью (англ. Chuck Kobasew, полное имя Ни́колас Джеймс Ко́басью, англ. Nicolas James Kobasew; род. 17 апреля 1982, Осуюс, Британская Колумбия, Канада) — канадский хоккеист, правый нападающий клуба Швейцарской национальной лиги (NLA) «Берн».
На драфте НХЛ 2001 года был выбран в 1 раунде под общим 14 номером командой «Калгари Флэймз». 10 февраля 2007 года обменян в «Бостон Брюинз».

## Статистика
| Легенда | Легенда                    | Легенда | Легенда                   | Легенда | Легенда    |
| ------- | -------------------------- | ------- | ------------------------- | ------- | ---------- |
| И       | Количество проведённых игр | Штр     | Штрафное время            | +/−     | Плюс-минус |
| Г       | Голы                       | П       | Голевые передачи          | О       | Очки       |
| -       | Статистика неизвестна      | —       | Статистика не учитывалась |         |            |

## Достижения

### Командные
Студенческая карьера
| Год  | Команда             | Достижение                           | Достижение |
| ---- | ------------------- | ------------------------------------ | ---------- |
| 2001 | Бостон Колледж Иглз | Чемпион Hockey East                  |            |
| 2001 | Бостон Колледж Иглз | Победитель турнира NCAA Championship |            |

Швейцария
| Год  | Команда | Достижение                 | Достижение |
| ---- | ------- | -------------------------- | ---------- |
| 2015 | Берн    | Обладатель Кубка Швейцарии |            |

Международные
| Год  | Команда    | Достижение                                    | Достижение |
| ---- | ---------- | --------------------------------------------- | ---------- |
| 2002 | США (мол.) | Серебряный призёр молодёжного чемпионата мира |            |

### Личные
Студенческая карьера
| Год  | Команда             | Достижение                                                  | Достижение |
| ---- | ------------------- | ----------------------------------------------------------- | ---------- |
| 2001 | Бостон Колледж Иглз | Попадание во вторую Сборную всех звёзд Hockey East          |            |
| 2001 | Бостон Колледж Иглз | Попадание в Сборную молодых звёзд Hockey East               |            |
| 2001 | Бостон Колледж Иглз | Новичок года Hockey East                                    |            |
| 2001 | Бостон Колледж Иглз | Попадание в Символическую сборную турнира NCAA Championship |            |
| 2001 | Бостон Колледж Иглз | MVP турнира NCAA Championship                               |            |

АХЛ
| Год  | Команда             | Достижение                                | Достижение |
| ---- | ------------------- | ----------------------------------------- | ---------- |
| 2005 | Лоуэлл Лок Монстерс | Участник Матча всех звёзд                 |            |
| 2005 | Лоуэлл Лок Монстерс | Попадание в первую Сборную всех звёзд АХЛ |            |